# Franz Fuchs (Museologe)
Franz Maximilian Fuchs (* 11. Oktober 1881 in Straßburg; † 27. Dezember 1971 in München) war ein deutscher Naturwissenschaftler sowie Museumsmitarbeiter.

## Leben
Der gebürtige Straßburger Franz Fuchs widmete sich nach dem abgelegten Abitur dem Studium der Mathematik und Physik an der Ludwig-Maximilians-Universität München, das er 1906 mit dem Erwerb des akademischen Grades eines Dr. rer. nat. abschloss.
Franz Fuchs trat 1905 eine Stelle als wissenschaftlicher Mitarbeiter am Deutschen Museum an, 1912 wurde er dort zum Leiter der Physikalischen und Astronomischen Abteilungen bestellt, eine Position, die er bis zu seiner Verabschiedung in den Ruhestand 1952 innehielt.
Franz Fuchs, einer der engsten Mitarbeiters Oskar von Millers, erwarb sich insbesondere Verdienste um den Aufbau der mathematischen,  physikalischen, astronomischen und Musikinstrumenten-Abteilung des Museums. Im Auftrag von Millers besuchte er die wissenschaftlichen und technischen Museen des In- und Auslands; 1912 bereiste er die USA. Er trat darüber hinaus wissenschaftlich-schriftstellerisch hervor.

## Publikationen (Auswahl)
- Der praktische Radioamateur: Das A.B.C. Des Radiosports zum praktischen Gebrauch für Jedermann, Franckh’sche Verlagshandlung, München, 1923
- Grundriß der Funkentelegraphie, R. Oldenbourg, München, Berlin, 1929
- Die Entwicklung des Fernsehens, VDI, Berlin, 1931
- Das Fernsehen, Deutsches Museum, München, 1937
- Grundriß der Fernsehtechnik in gemeinverständlicher Darstellung, R. Oldenbourg, München, Berlin, 1939